# Saint-Simeux
Saint-Simeux is een plaats en voormalige gemeente in het Franse departement Charente in de regio Nouvelle-Aquitaine en telt 476 inwoners (2004). De plaats maakt deel uit van het arrondissement Cognac.

## Geschiedenis
De gemeente maakte deel uit van het kanton Châteauneuf-sur-Charente tot dit op 22 maart 2015 en de Saint-Simeux werd opgenomen in het op die dag gevormde kanton Charente-Champagne. Op 1 januari 2021 fuseerde Saint-Simeux met de gemeente Mosnac tot de commune nouvelle Mosnac-Saint-Simeux.

## Geografie
De oppervlakte van Saint-Simeux bedraagt 9,3 km², de bevolkingsdichtheid is 51,2 inwoners per km².
De onderstaande kaart toont de ligging van Saint-Simeux met de belangrijkste infrastructuur en aangrenzende gemeenten.

## Demografie
Onderstaande figuur toont het verloop van het inwonertal.